# GNV FLA
GNV FLA é o sétimo álbum de estúdio da banda americana de ska punk Less Than Jake, lançado em 24 de Junho de 2008. O nome do álbum é uma abreviação de Gainesville, Flórida, a cidade natal da banda. De fato, nos agradecimentos especiais, a banda agradece "a cidade que inspirou o álbum".
"Does the Lion City Still Roar?" foi carregada no site oficial da banda em 25 de Maio de 2008, onde ela poderia ser baixada de graça. Foi mais tarde lançada como single em 17 de Junho do mesmo ano, com um lado b chamado "All Time Low".
O álbum chegou a 61ª posição na parada da Billboard e a 9ª posição na parada Top Independent Albums, vendendo 10.3000 cópias na primeira semana de Julho.
Em uma entrevista de 2015, o baterista e compositor Vinnie Fiorello considerou este como o seu álbum menos favorito do Less Than Jake. "Eu acho que eu o vejo como um álbum de transição. (...) era inverno e meu foco estava um tanto negro para as letras. (...) Eu sentia que a produção em geral estava tensa e obscura.. (...) Era um tributo ao estado da Flórida. Eu foquei muito no lado mais escuro do que a Flórida tem, em vez das coisas boas. Eu concentrei em traficantes de drogas, turistas, escórias dos interesses imobiliários e estacionamento de trailers e transientes."

## Faixas
1. "City of Gainesville" (Cidade de Gainesville) – 1:56
2. "The State of Florida" (O Estado da Flórida) – 2:17
3. "Does the Lion City Still Roar?" (A Cidade do leão Ainda Ruge?) – 2:43
4. "Summon Monsters" (Conjure Monstros) – 2:44
5. "Abandon Ship" (Abandonar Navio) – 3:32
6. "Handshake Meet Pokerface" (Aperto de Mão Encontra O Jogador) – 2:44
7. "Settling Son" (Filho se Instalando) – 3:03
8. "Malachi Richter's Liquor's Quicker" – 2:39
9. "Golden Age of My Negative Ways" (Anos Dourados dos Meus Meios Negativos) – 1:43
10. "The Space They Can't Touch" (O Espaço que Eles Não Podem Tocar) – 2:56
11. "Conviction Notice" (Nota de Convencimento) – 2:37
12. "This One is Going to Leave a Bruise" (Esse Vai Deixar um Machucado) – 2:28
13. "The Life of the Party Has Left the Building" (A Vida da Festa Deixou o Prédio) – 0:41
14. "Devil in My DNA" (Diabo no Meu DNA) – 3:28

### Box Set
1. "Malachi Richter's Liquor's Quicker (ao vivo)" - 2:24
2. "Antidote For The Underdog" (Antídoto para o Oprimido) - 2:28
3. "Settling Son (Demo)" - 3:01
4. "Conviction Notice (Demo)" - 2:31
5. "Does The Lion City Still Roar? (Live)" - 2:44
6. "All Time Low" (O tempo Todo Baixo) - 2:54
7. "Handshake Meet Pokerface (Demo)" - 2:45
8. "Summon Monsters (ao vivo)" - 2:45
9. "Conviction Notice (acústico)" - 2:27
10. "Malachi Richter's Liquor's Quicker (acústico)" - 2:20
11. "Golden Age Of My Negative Ways (acústico)" - 1:43
12. "Malachi Richter's Liquor's Quicker (Demo)" - 2:17
13. "Sleep It Off (ao vivo)" - 2:21

## Créditos
- Chris Demakes - guitarra, vocais
- Roger Manganelli - baixo, guitarra, vocais
- Vinnie Fiorello - bateria, letras, direção de arte
- Buddy Schaub - trombone
- Peter "JR" Wasilewski - saxofone, vocais
- Scott Klopfenstein - trompete
- Neil Hennessy - percussão

PEssoal técnico
- Matt Allison - produtor, engenheiro de som, mixador
- Roger Lima - produtor
- Howie Weinberg - masterização

## Paradas
| Parada (2008)                                 | Melhor posição |
| --------------------------------------------- | -------------- |
| US Billboard Top Internet Albums              | 61             |
| Estados Unidos (Billboard 200)                | 61             |
| Estados Unidos (Billboard Independent Albums) | 9              |